# 電脳なをさん
『電脳なをさん』（でんのうなをさん）は、唐沢なをきによる日本の漫画作品。パソコン雑誌『週刊アスキー』（アスキー・メディアワークス）にて連載されていた。週刊アスキーが電子版に完全移行した後は有料配信サイトcakesで配信していた。

## 概要
『週刊アスキー』の前身『EYE-COM』1993年7月15日号から連載開始。パソコン業界の事情やニュース、パソコンマニアの生態などを風刺したギャグ漫画が1話2ページ、完全一話完結で描かれる。多くの回は、往年の著名な漫画作品の絵柄や内容のパロディになっている。また、唐沢作品らしく、あからさまな下ネタが多い。
2015年6月からは、週刊アスキーが電子化されたのを機に有料配信サイトcakes限定でのWeb連載に移行していたが、2020年5月、連載第1000回にて27年にわたる連載を終了した。

## よくネタにされる題材
- Macintosh、iPodなどのApple製品
- スティーブ・ジョブズ
- Microsoft Windows
- ビル・ゲイツ
- ソニー
- AIBO
- 規格争い
- アダルトゲーム

## パロディのネタとなった作品
- 藤子不二雄A「まんが道」「魔太郎がくる!!」「プロゴルファー猿」 - 「まんが道」はNo.182で初登場後、「まっく道」としてシリーズ化されており、一番回数が多い。
- 赤塚不二夫「おそ松くん」「レッツラゴン」
- 古賀新一「エコエコアザラク」 - ディフォルメされ、シリーズキャラとなる。
- 西岸良平「三丁目の夕日」「蜃気郎」
- 松本零士「銀河鉄道999」「クイーンエメラルダス」
- すがやみつる「ゲームセンターあらし」 - No.8で登場後、序盤のシリーズキャラとなるが、出っ歯の数がどんどん増えていく。
- 1960年代から1970年代にかけての特撮・アニメ作品
  - 怪奇大作戦
  - ロボット刑事 - iPhoneネタでシリーズ化されている。
  - 日本のいちばん長い日
  - 世界大戦争
  - 宇宙猿人ゴリ
  - マタンゴ
  - ガス人間第一号
  - 宇宙人東京に現わる
  - ウルトラファイト
  - どですかでん
  - レッドマン
  - 海底人8823
  - 海底軍艦
  - キャプテンウルトラ
  - クレクレタコラ
  - 電人ザボーガー
  - 風雲ライオン丸
  - 樫の木モック - 序盤のシリーズキャラ。
  - マグマ大使
  - 突撃!ヒューマン!!
  - ダイヤモンド・アイ
  - 愛の戦士レインボーマン
  - 正義のシンボル コンドールマン
  - 忍者部隊月光
  - ウルトラＱ
- 水木しげる「テレビくん」「河童の三平」「ゲゲゲの鬼太郎」
- 楳図かずお「おろち」「へび少女」
- 諸星大二郎「妖怪ハンター」
- 小池一夫、叶精作「実験人形ダミー・オスカー」
- 小池一夫、芳谷圭児「高校生無頼控」
- 田村信「できんボーイ」
- 長谷川町子「サザエさんうちあけ話」
- 梶原一騎、辻なおき「タイガーマスク」
- 牛次郎・横山まさみち「やる気まんまん」
- とり・みき「バラの進さま」
- 鴨川つばめ「マカロニほうれん荘」
- 藤子不二雄「最後の世界大戦」
- 古谷三敏「ダメおやじ」「BARレモン・ハート」「減点パパ」
- 上村純子「いけない！ルナ先生」
- 青林堂から出版された「ガロ」系の漫画作品
  - つげ義春「もっきり屋の少女」「チーコ」「外のふくらみ」
  - 林静一「赤色エレジー」
  - 安部慎一「美代子阿佐ヶ谷気分」
  - 滝田ゆう「寺島町奇譚」
- 戦前、戦中の古典的漫画・アニメ作品
  - 阪本牙城「タンクタンクロー」
  - 島田啓三「冒険ダン吉」
  - 政岡憲三「くもとちゅうりっぷ」

など多数。

## 単行本
- 電脳なをさん - 1996年10月発売 ISBN 978-4893665881
- 電脳なをさん 2 - 1998年9月発売 ISBN 978-4756120045
- 電脳なをさん（再版） - 1998年11月発売 ISBN 978-4756120083
- 電脳なをさん 3 - 2000年7月発売 ISBN 978-4756134776
- 電脳なをさん 4 - 2001年10月発売 ISBN 978-4756139498
- 電脳なをさん 5 - 2002年12月発売 ISBN 978-4756142177
- 新・電脳なをさん 1 - 2004年3月発売 ISBN 978-4756144355
- 電脳なをさん Ver.1.0 - 2010年7月27日発売 ISBN 978-4048687850
- 電脳なをさん 愛憎版 愛の巻 - 2011年2月25日発売 ISBN 978-4047268166
- 電脳なをさん 愛憎版 憎の巻 - 2011年2月25日発売 ISBN 978-4047268173
- 電脳なをさん Ver.2.0 - 2011年10月27日発売 ISBN 978-4048860901
- 電脳なをさん 黒の巻 - 2012年10月27日発売 ISBN 978-4048911160
- 電脳なをさん 白の巻 - 2012年10月27日発売 ISBN 978-4048911177